# 马牙黄堇
马牙黄堇（学名：Corydalis mayae），为罂粟科紫堇属下的一个植物变种。